# Monarda
Genre
Classification phylogénétique
Monarda, les monardes, est un genre de plantes à fleurs de la famille des Lamiacées. Il regroupe 16 espèces de plantes herbacées, originaires surtout d'Amérique du Nord. Certaines sont classées comme plantes annuelles, mais la plupart sont considérées comme des plantes vivaces. Ce sont aussi majoritairement des espèces aromatiques, dont le feuillage dégage différentes odeurs mentholées selon l'espèce.
Ce genre fut nommé en l'honneur de Nicolas Monardes qui décrivit dans son livre en 1574 plusieurs espèces de monardes.

## Description générale
Cultivées pour leur côté aromatique et médicinal, elles sont très prisées pour leur floraison spectaculaire et intéressante. Les monardes sont des plantes atteignant en général lors du stade adulte une taille comprise en 1,5 à 2 mètres, avec un port buissonnant et érigé. Les feuilles sont opposées, pointues, simples, caduques, et souvent aromatiques. La floraison a lieu dès le début de l'été jusqu'en automne. Les fleurs assez étranges, sont regroupés en ombelle le long du pédoncule, tubulaires avec une symétrie.

## Culture
Le genre Monarda a des préférences pour un sol bien drainé et riche en éléments minéraux. Ce genre de plante apprécie et tolère sans problème une exposition ensoleillée. Cependant il faut surveiller les premières pousses qui sont très appréciées par les mollusques rampants. Sinon les monardes peuvent être touchées par la mosaïque du tabac, qui peut s'avérer à long terme fatal pour la plante. Niveau entretien, la plante demande juste à être rabattue complètement après les premiers froids ou à la fin de l'hiver.
Quant à la multiplication, elle s'effectue facilement par bouturage, comme la majorité des espèces de cette famille. La division de touffe durant la mauvaise saison est aussi une bonne solution. Le semis est également pratiqué pour les espèces dites botaniques.

## Liste des espèces et variétés
Selon World Checklist of Selected Plant Families (WCSP) (27 janv. 2012) :
- Monarda bartlettii Standl., Publ. Field Mus. Nat. Hist. (1937)
- Monarda bradburiana Beck (1826)
- Monarda citriodora Cerv. ex Lag. (1816)
  - variété Monarda citriodora var. austromontana (Epling) B.L.Turner (1994)
  - variété Monarda citriodora var. citriodora
  - variété Monarda citriodora var. parva Scora (1965)
- Monarda clinopodia L. (1753)
- Monarda clinopodioides A.Gray (1878)
- Monarda didyma L. (1753)
- Monarda eplingiana Standl., Publ. Field Mus. Nat. Hist. (1937)
- Monarda fistulosa L. (1753)
  - variété Monarda fistulosa var. brevis Fosberg & Artz (1953)
  - variété Monarda fistulosa var. fistulosa
  - variété Monarda fistulosa var. maheuxii B.Boivin (1967)
  - variété Monarda fistulosa var. menthifolia (Graham) Fernald (1944)
  - variété Monarda fistulosa var. mollis (L.) L. (1762)
  - variété Monarda fistulosa var. rubra A.Gray (1878)
  - variété Monarda fistulosa var. stipitatoglandulosa (Waterf.) ined..
- Monarda fruticulosa Epling (1935)
- Monarda humilis (Torr.) Prather & J.A.Keith (2003)
- Monarda lindheimeri Engelm. & A.Gray (1845)
- Monarda maritima (Cory) Correll (1968)
- Monarda media Willd. (1809)
- Monarda × medioides W.H.Duncan (1960)
- Monarda pectinata Nutt. (1848)
- Monarda pringlei Fernald (1901)
- Monarda punctata L. (1753)
  - variété Monarda punctata var. arkansana (E.M.McClint. & Epling) Shinners (1953)
  - variété Monarda punctata var. correllii B.L.Turner (1994)
  - variété Monarda punctata var. coryi (E.M.McClint. & Epling) Shinners (1953)
  - variété Monarda punctata var. intermedia (E.M.McClint. & Epling) Waterf. (1950)
  - variété Monarda punctata var. lasiodonta A.Gray (1878)
  - variété Monarda punctata var. occidentalis (Epling) E.J.Palmer & Steyerm. (1935)
  - variété Monarda punctata var. punctata
  - variété Monarda punctata var. villicaulis (Pennell) Shinners (1953)
- Monarda russeliana Nutt., Trans. Amer. Philos. Soc., n.s. (1835)
- Monarda stanfieldii Small (1903)
- Monarda viridissima Correll (1968)

## Utilisations
Des monardes d'Amérique du nord (horsemint) sont utilisées en infusion par les tribus Winnebago et Dakota comme stimulant cardiaque.
Les espèces M. didyma et M. fistulosa furent pendant longtemps utilisées comme plante médicinale au cours des temps anciens. Bien utilisées, elles peuvent s'avérer efficaces contre les infections et les légères blessures, elles sont un puissant antiseptique. Ces deux espèces peuvent être utilisées sous forme de tisane. Cette utilisation est aussi un très bon stimulant[réf. nécessaire].
Les effets de la monarde sont très proches de ceux de l'origan. Ils furent utilisés traditionnellement et principalement en Amérique du Nord, dans leur pays d'origine. Aujourd'hui, on retrouve les monardes répandues dans toute l'Amérique du Nord dans les prés, les collines et montagnes, jusqu'à 5 000 pieds (1 600 m) d'altitude[réf. nécessaire].
Certaines personnes utilisent aussi les feuilles de monarde sèches pour parfumer leur plats, dans la cuisine. En effet, elles sont considérées comme plante aromatique, en raison du parfum et des odeurs que le feuillage émet lorsqu'on le froisse avec ses doigts plusieurs fois[réf. nécessaire].

## Galerie

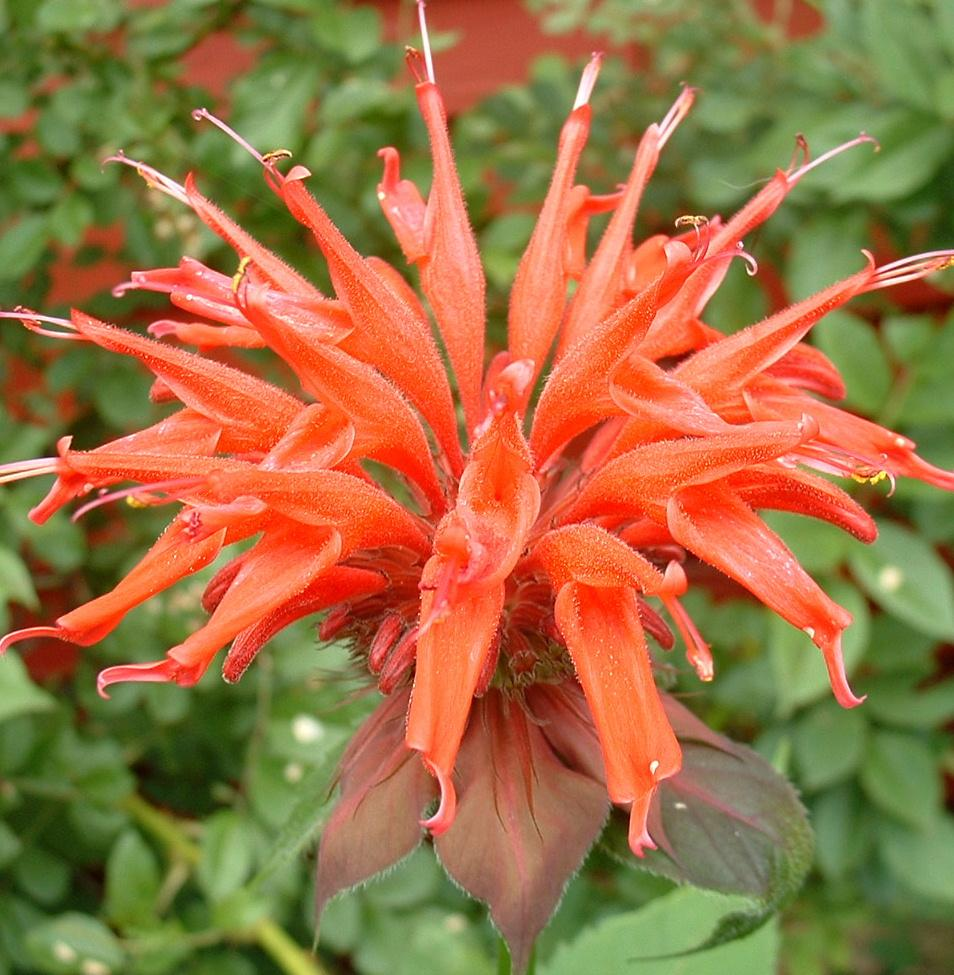
Monarda didyma.
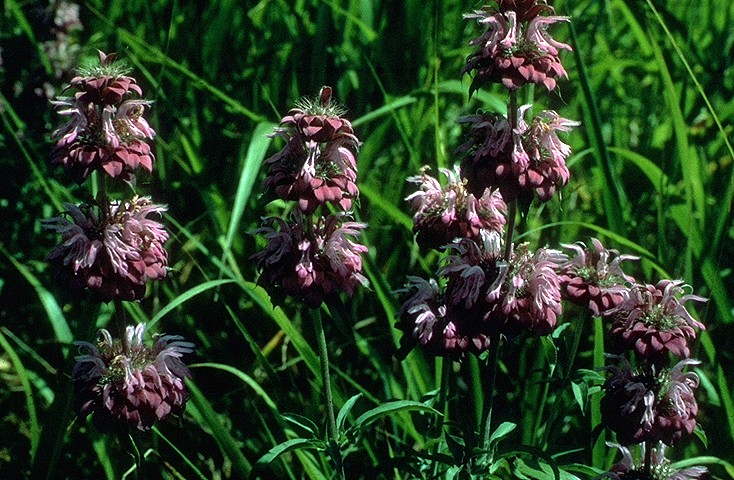
Monarda citriodora.
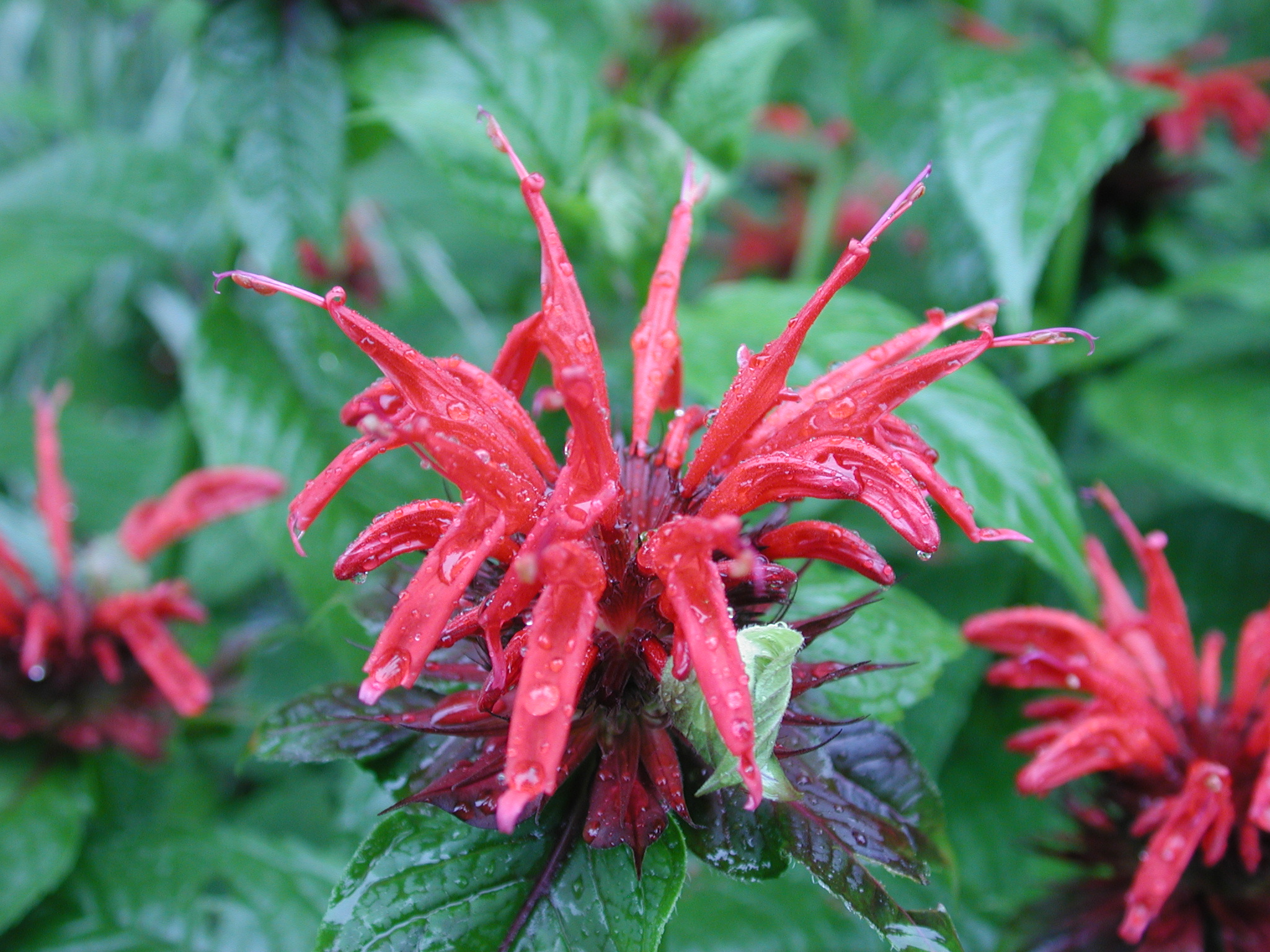
Monarda didyma.
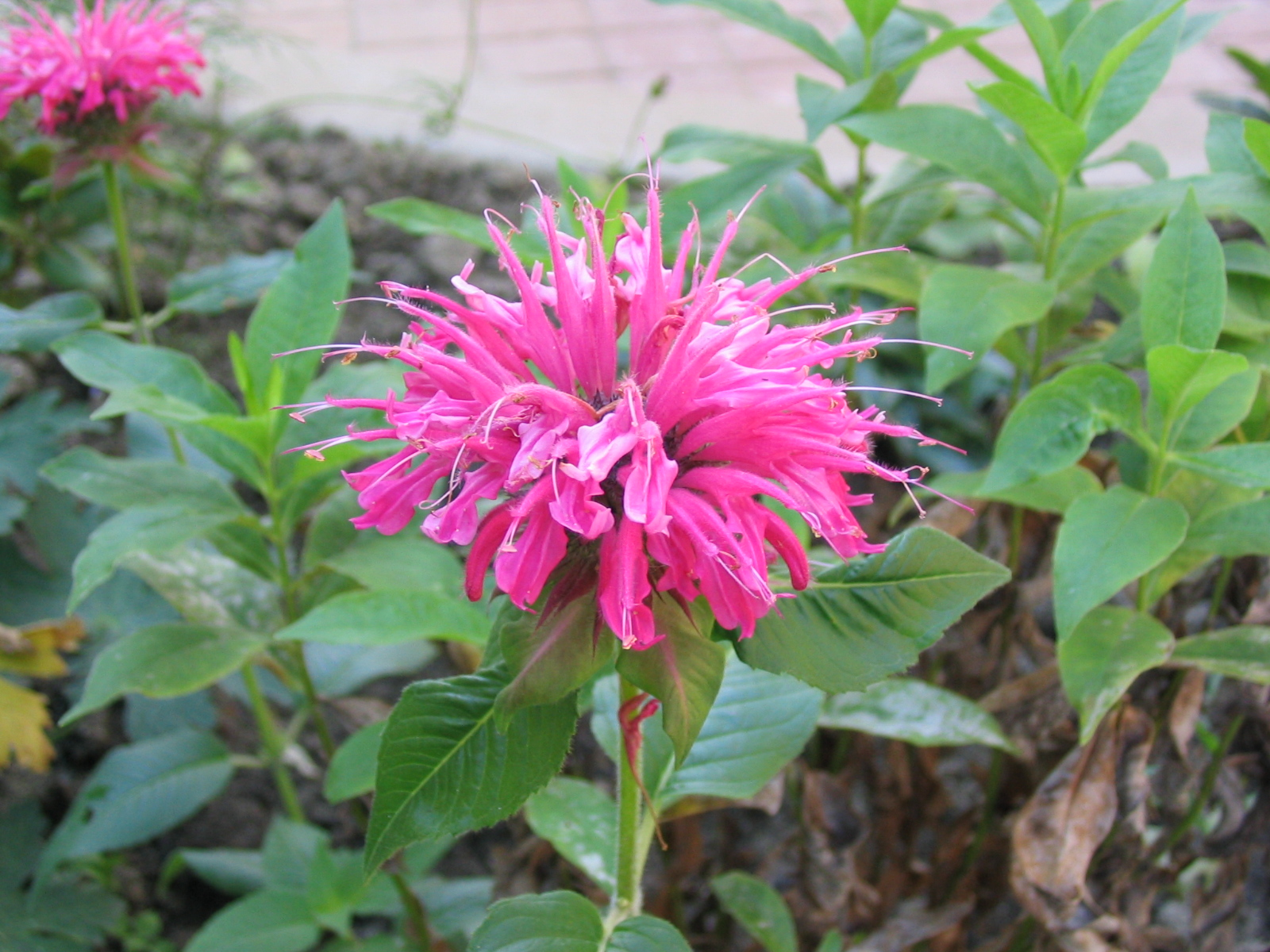
Monarda sp..